# Cañitas de Felipe Pescador
Cañitas de Felipe Pescador là một đô thị thuộc bang Zacatecas, México. Năm 2005, dân số của đô thị này là 7893 người.